# José Mendoza (wielrenner)
José Mendoza (13 augustus 1994) is een Venezolaans wielrenner.

## Carrière
In 2015 werd Mendoza vierde in het eindklassement van de Ronde van Venezuela, op ruim drieënhalve minuut achter winnaar José Alarcón. Hiermee eindigde hij wel bovenaan het jongerenklassement.
Een jaar later behaalde Mendoza zijn eerste UCI-overwinning door in de tweede etappe van de Ronde van Táchira onder meer Jonathan Camargo en Jorge Abreu te kloppen in een omhooglopende sprint met een kleine groep. Hierna droeg hij één dag de leiderstrui. Ook de zevende etappe wist Mendoza te winnen, waarna hij voor de tweede maal de leiderstrui aan mocht trekken. Ditmaal wist hij zijn leidende positie twee etappes te verdedigen om hem in de laatste etappe kwijt te raken aan Joseph Chavarría.

## Overwinningen
2015
Jongerenklassement Ronde van Venezuela
2016
2e en 7e etappe Ronde van Táchira
2017
10e etappe Ronde van Táchira